# James Edwin Webb

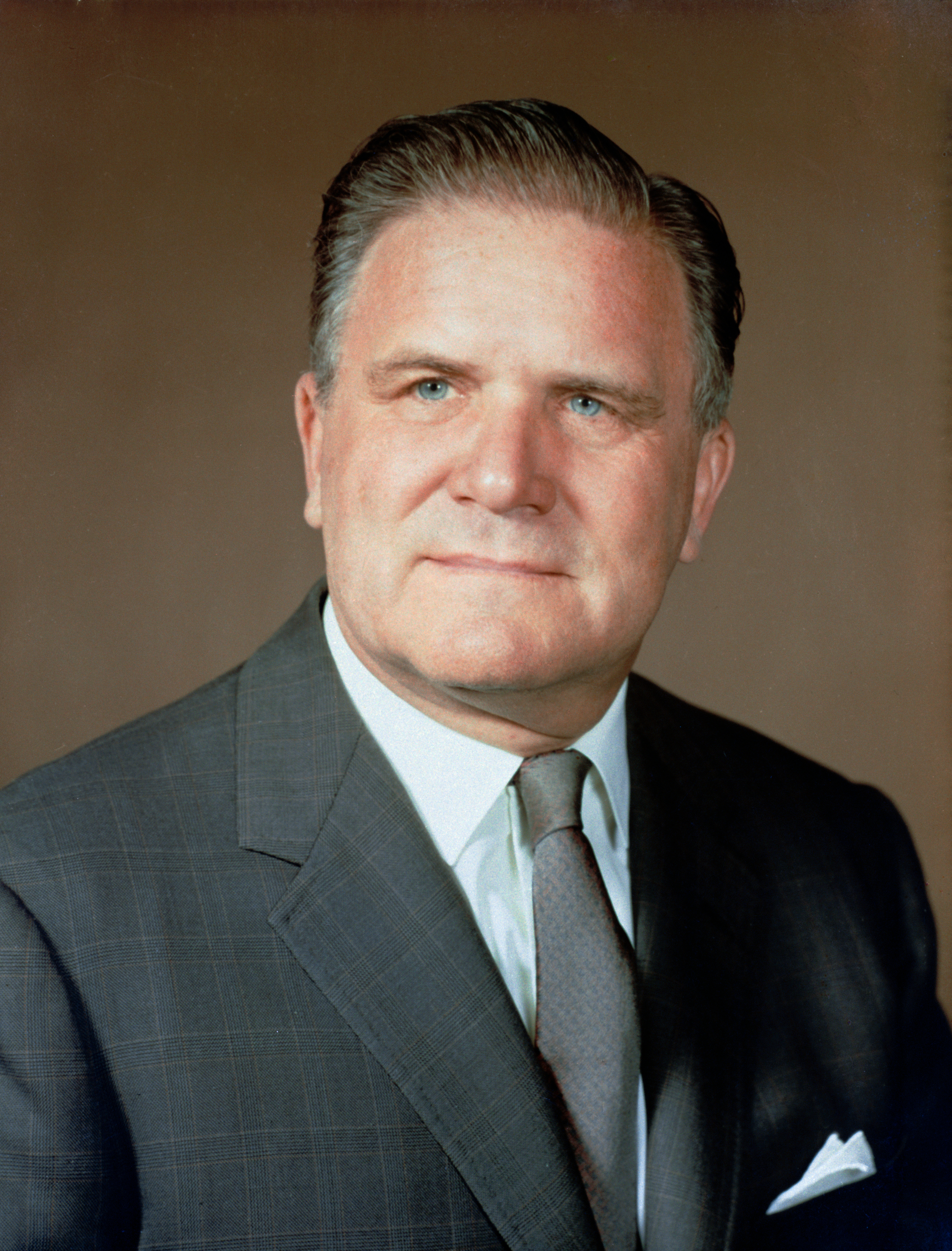
James Edwin Webb (1966)

James Edwin Webb (* 7. Oktober 1906 in Tally Ho, Granville County, North Carolina; † 27. März 1992 in Washington, D.C.) war ein US-amerikanischer Regierungsbeamter und vom 14. Februar 1961 bis zum 7. Oktober 1968 der zweite Administrator der NASA.

## Leben
Webb besuchte die University of North Carolina at Chapel Hill. Er studierte Pädagogik und erlangte 1928 einen Bachelor. Danach wurde er Leutnant im U.S. Marine Corps und diente zwischen 1930 und 1932 als aktiver Pilot. Außerdem studierte er von 1934 bis 1936 Jura an der George Washington University. 1938 heiratete Webb Patsy Aiken Douglas, mit der er zwei Kinder hatte: Sarah (* 1945) und James Edwin Jr. (* 1947).
Webb absolvierte eine lange Karriere im öffentlichen Dienst in der US-Hauptstadt, wo er zwischen 1932 und 1934 als Sekretär von Edward W. Pou fungierte, einem Kongressabgeordneten von North Carolina. Danach diente er für zwei Jahre als Mitarbeiter im Büro von Oliver Max Gardner, dem ehemaligen Gouverneur von North Carolina. 1936 wurde Webb unter anderem Leiter der Personalabteilung und später Vizepräsident der Sperry Gyroscope Company in New York City, bevor er 1944, während des Zweiten Weltkriegs, wieder in das US-Marine-Corps eintrat.
Nach dem Krieg kehrte Webb nach Washington zurück und war leitender Mitarbeiter von Max Gardner, bevor er zum Direktor für das Bureau of the Budget im Executive Office des Präsidenten der Vereinigten Staaten ernannt wurde. 1949 erhielt er von Präsident Harry S. Truman das Angebot, als Staatssekretär (United States Under Secretary of State) im Außenministerium zu arbeiten. Mit dem Ende von Trumans Regierungszeit Anfang 1953 verließ Webb Washington, um eine Position im Mineralölunternehmen Kerr-McGee Oil in Oklahoma City (Oklahoma) anzutreten.

## Leitung der NASA

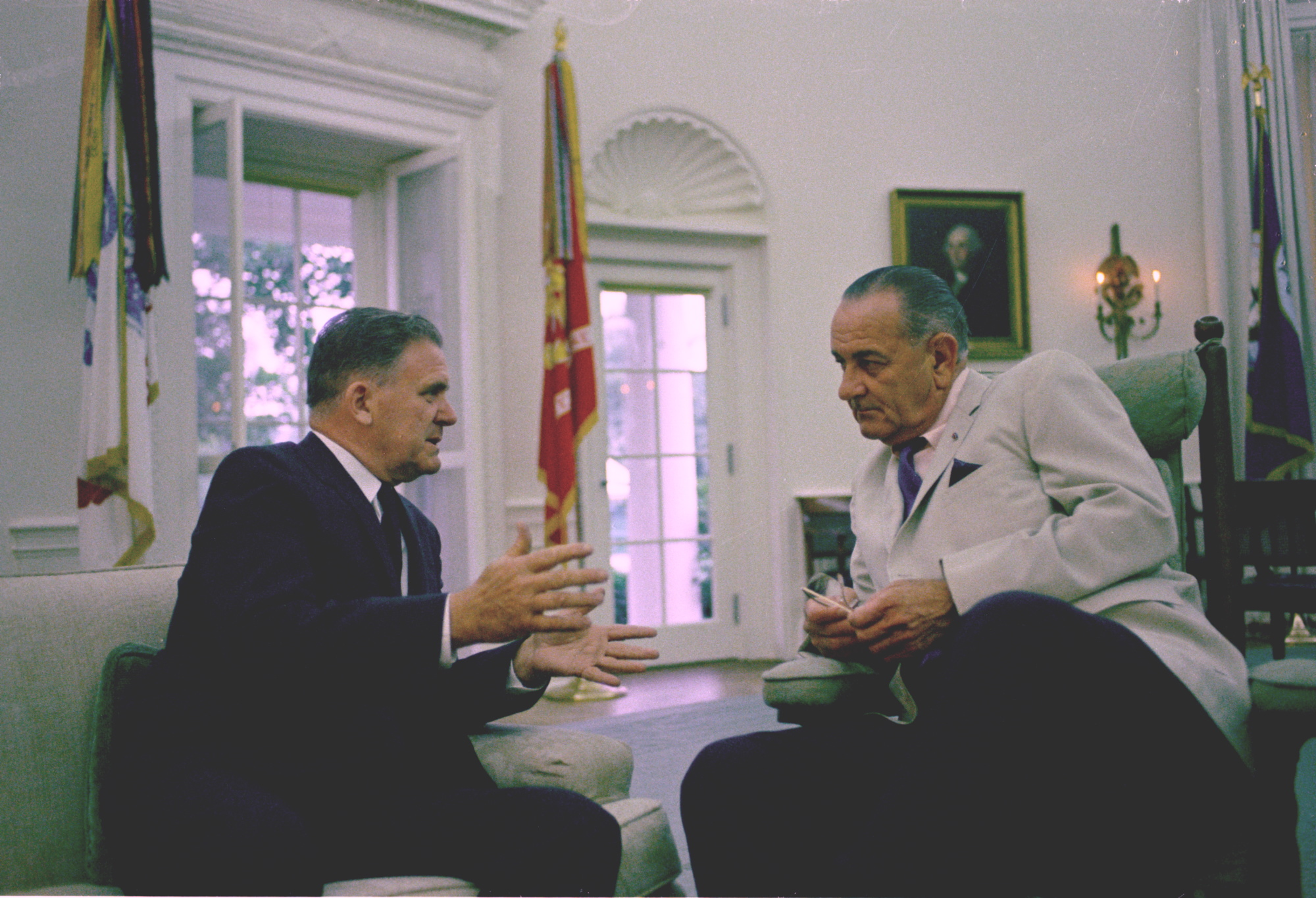
James E. Webb (links) im Oval Office bei einem Gespräch mit US-Präsident Lyndon B. Johnson im Jahr 1967

Webb kehrte 1961 nach Washington zurück und übernahm die Behördenleitung der NASA. Unter seiner Leitung versuchte die Raumfahrtbehörde, das Ziel von US-Präsident John F. Kennedy zu verwirklichen, einen Menschen vor Ablauf des Jahrzehnts auf den Mond und wieder sicher zurückzubringen. Sieben Jahre lang, von der Ankündigung der Mondlandung am 25. Mai 1961 bis zum Oktober 1968, kämpfte Webb in Washington für die Unterstützung der NASA. Als Washington-Insider erreichte er eine andauernde Unterstützung und die Zusicherung finanzieller Mittel für das Apollo-Programm sowie die Mondlandung innerhalb des von Kennedy vorgegebenen Zeitplans.
Während seiner Amtszeit entwickelte sich die NASA von einer losen Sammlung von Forschungszentren zu einer koordinierten Organisation. Webb hatte eine Schlüsselrolle inne bei der Schaffung des Manned Spacecraft Center (MSC) in Houston. Trotz des Drucks, sich auf das Apollo-Programm zu konzentrieren, trat er auch dafür ein, dass die NASA ein Planetenerforschungsprogramm mit den Mariner- und Pioneer-Sonden durchführte.
In die Amtszeit von Webb fiel auch die Apollo-1-Katastrophe vom Januar 1967. Er ging zum damaligen US-Präsidenten Lyndon B. Johnson und bat ihn, dass die NASA die Unfalluntersuchung und die Bergung der Teile übernehmen dürfte. Er sicherte ihm zu, die Ursachen aufzudecken und sich dies in angemessener Weise zur eigenen und der Aufgabe des NASA-Managements zu machen. Die Behörde untersuchte die Details der Tragödie, korrigierte Probleme und fand zurück zum Zeitplan.
Webb trug seinen Untersuchungsbericht mehreren Ausschüssen des Kongresses vor und unterwarf sich dabei fast jedes Mal einem persönlichen Verhör. Es gelang ihm jedoch, viele Repressalien von seiner Behörde und der Johnson-Regierung fernzuhalten, was dazu beitrug, dass das Bild der NASA in der Öffentlichkeit durch den Unfall kaum beschädigt wurde.
1968 wurde Webb von der CIA informiert, dass die Sowjetunion eine eigene riesige Trägerrakete für bemannte Mondmissionen entwickelte. Er beauftragte daraufhin das MSC, Apollo 8 vorzubereiten. Zu dieser Zeit wurden seine Behauptungen über die Sowjetunion angezweifelt, aber spätere Enthüllungen über das sowjetische Mondprogramm brachten Webb wegen seiner Voraussicht viel Unterstützung ein. Er verließ die NASA im Oktober 1968, kurz bevor das Apollo-Programm seinen Höhepunkt erreichte.

## Späteres Leben
Nachdem er die NASA verlassen hatte, blieb Webb in Washington, war als Berater tätig und Mitglied des Verwaltungsrates der Smithsonian Institution. Er starb im März 1992 und ist auf dem Nationalfriedhof Arlington beerdigt.

## Ehrungen
2002 wurde der Nachfolger für das Hubble-Weltraumteleskop ihm zu Ehren James Webb Space Telescope (JWST) benannt. Diese Ehrung wurde 2021 kontrovers diskutiert. Etwa 1200 Astronomen forderten die Umbenennung, da Webb in seiner Zeit als NASA-Direktor die Diskriminierung homosexueller Mitarbeiter geduldet haben soll. Die um 1950 beginnende auch bei anderen US-Bundesbehörden vorkommende Diskriminierung wurde unter dem Begriff Lavender Scare (dt. „Lavendel-Angst“) bekannt. Nachdem eine Kommission das Verhalten von Webb bei Entlassungen von Untergebenen untersucht hatte, erklärte der derzeitige NASA-Chef Bill Nelson, man habe nichts gefunden, was eine Umbenennung rechtfertigen würde. Diese Haltung werde nach Meinung einzelner Wissenschaftler, insbesondere LGBTQ+-Astronomen, in Folge neuerer Enthüllungen zunehmend unhaltbar.